# Elaine Cassidy
Elaine Cassidy (ur. 31 grudnia 1979 w Wicklow) – irlandzka aktorka. Występowała w roli Abby Mills w serialu Wyspa Harpera. Nominowana do nagród Satelita oraz Genie.

## Filmografia
- 1994: The Stranger Within Me jako Michelle
- 1995: Tajna Misja (Mission Top Secret) jako Mary
- 1996: Słońce, księżyc i gwiazdy (The Sun, the Moon and the Stars) jako Shelly
- 1999: Podróż Felicji (Felicia's Journey) jako Felicja
- 2001: Inni (The Others) jako Lydia
- 2001: Disco Pigs jako Runt/Sinead
- 2001: Zaginiony świat (The Lost World) jako Agnes Cluny
- 2002: Grzech naiwności (The Bay of Love and Sorrows) jako Carrie Matchett
- 2003: Watermelon jako Anna Ryan
- 2005: Uncle Adolf jako Geli Raubal
- 2005: Złodziejka (Fingersmith) jako Maud Lilly
- 2005: Oddział duchów (The Ghost Squad) jako detektyw Amy Harris
- 2006: The Truth jako Candy
- 2007: And When Did You Last See Your Father? jako Sandra
- 2007: Pokój z widokiem (A Room with a View) jako Lucy Honeychurch
- 2008: Little White Lie jako Annie Mulcahy
- 2009: Dr Hoo jako Zara
- 2009: Wyspa Harpera (Harper's Island) jako Abby Mills
- 2015: Bez Urazy jako detektyw Dinah Kowalska